# Bibliotheken für Dummies
Bibliotheken für Dummies ist ein von Torsten Haß und Detlev Schneider-Suderland begründetes Sachbuch, das erstmals 2019 erschien. Mit 60.000 vertriebenen Printexemplaren der ersten Auflage und 100.000 Exemplaren im Erstdruck der dritten Auflage stellt es einen besonderen Publikumserfolg im Gesamtwerk der Autoren dar und gilt durch seine regelmäßige Nutzung in Berufsschulen als „Klassiker“.

## Editionsgeschichte und Inhalt
Bibliotheken für Dummies erklärt in kurzer Form viele Aspekte des Bibliothekswesens, ist inhaltlich breit angelegt und bietet ein Mindestmaß an Informationen über das Öffentliche und Wissenschaftliche Bibliothekswesen. Die erste Auflage erschien im Oktober 2019 anlässlich der Frankfurter Buchmesse und umfasste 48 Seiten. Die Seite 47 war nicht bedruckt, sondern diente ebenso zu eigenen Notizen wie die Seite 46. Abgesehen von Symbolbildern, die auf besondere Tipps, Beispiele oder Probleme hinwiesen, enthielt das Werk keine Illustrationen. Eingeleitet wurde das Buch durch einen schnellen Einblick in das deutsche Bibliothekswesen, gefolgt von Hinweisen zu Anmeldung, Ausleihe, Medien-Vormerkung und Verlängerung der Medien-Leihfrist. Nach Abschnitten über Recherche-Strategien und Recherche-Wortschatz folgten Kapitel zu Fernleihe und elektronischen Ressourcen, zur Bibliothek als gesellschaftlichem Ort und zu wichtigen Internet-Adressen. Die umfangreichste und detaillierteste Darstellung bildete hierbei der Abschnitt über Recherche-Strategien in einem OPAC oder Discovery-System, der auch in den Folgeauflagen über 20 Prozent des Textes ausmachte.
Anlässlich des 100. Geburtstages von Wiley-VCH und des 30. Jubiläums der Für-Dummies-Reihe wurde 2021 die zweite, inhaltlich überarbeitete doch konzeptionell weitgehend unveränderte Auflage herausgebracht. Der Umfang des Werkes war um den zweiseitigen Abschnitt für eigene Notizen gekürzt worden, dennoch aber vor allem durch ein aufgrund der COVID-19-Pandemie eingeschobenes Kapitel Bibliotheken in Krisenzeiten auf 49 nummerierte Seiten angewachsen. Eine weitere Besonderheit der zweiten Auflage war, dass sie ausschließlich in digitaler Form erschien und damit dem pandemiebedingt verringertem persönlichen Kontakt Rechnung trug.
Die dritte, überarbeitete Auflage von 2024 war die letzte, an der die beiden Werk-Begründer Torsten Haß und Detlev Schneider-Suderland mitwirkten. Zum Autoren-Team hinzu stießen Anna Brisbois sowie Guido Oh. Der Einstieg von Brisbois und Oh in das Autoren-Team schlug sich in größeren Veränderungen gegenüber den Vorauflagen nieder: Das Buch wurde einerseits um das wegen des Endes der COVID-19-Pandemie obsolete Kapitel Bibliotheken in Krisenzeiten gekürzt, andererseits inhaltlich nachbearbeitet: Unter anderem wurde der Aspekt des Öffentlichen Bibliothekswesens weiter ausgestaltet und ein stärkerer Fokus auf das Thema Informationskompetenz gelegt.

## Textanalyse
Bei Bibliotheken für Dummies handelt es sich um einen personal erzählten Sachtext. Zielgruppe des Buches sind Studierende und Schüler  oder andere neue Bibliotheksnutzer, aber auch Trägervertreter.  Entsprechend der Hauptzielgruppe ist der Text in einem leicht verständlichen, „flapsigen“ Stil verfasst, durchsetzt mit oft amüsanten Zitaten.

## Rezeption und Publikumserfolg
Von der wegen der großen Nachfrage zweimal nachgedruckten ersten Auflage wurden zwischen der Präsentation auf der Frankfurter Buchmesse im Oktober 2019 und Dezember 2020 60.000 Exemplare vertrieben. Für den Verlag war diese erste Auflage somit das dritterfolgreichste Mini-für-Dummies-Buch in seiner Geschichte. Dieser Publikumserfolg war Anlass, bei der dritten Auflage schon im ersten Druck mit 100.000 Exemplaren zu starten.
Das mehrfach rezensierte Buch wurde bereits mit der ersten Auflage in vielen Bibliotheken zur Grundlage von Bibliothekseinführungen und wird weiterhin an Wissenschaftlichen Bibliotheken verschiedener Universitäten und Hochschulen verwendet. Auch durch Öffentliche Bibliotheken sowie von den Büchereinetzwerken kirchlicher und öffentlicher Träger wird das Buch empfohlen.

## Textausgaben
- Bibliotheken für Dummies. 3., überarbeitete Auflage. Wiley-VCH, Weinheim 2024, DNB 1345592035.
- Bibliotheken für Dummies. 2., überarbeitete Auflage. Wiley-VCH, Weinheim 2021.
- Bibliotheken für Dummies. Wiley-VCH, Weinheim 2019, DNB 1199577758.